# Joseph Fitzgerald
Joseph Fitzgerald, född 10 oktober 1904 i Brighton, död 20 mars 1987 i Needham, var en amerikansk ishockeyspelare.
Fitzgerald blev olympisk silvermedaljör i ishockey vid vinterspelen 1932 i Lake Placid.